# Małaszewicze
Ne pas confondre avec Małaszewicze Małe ou Małaszewicze Duże, villages voisins.
Małaszewicze (prononciation : [mawaʂɛˈvʲit͡ʂɛ]) est un village polonais de la gmina de Terespol dans le powiat de Biała Podlaska de la voïvodie de Lublin dans l'est de la Pologne, à la frontière avec la Biélorussie.
Il se situe à environ 9 kilomètres au sud-ouest de Terespol (siège de la gmina), 28 kilomètres à l'est de Biała Podlaska (siège du powiat) et 108 kilomètres au nord-est de Lublin (capitale de la voïvodie).
Le village comptait approximativement une population de 1 706 habitants en 2010.

## Histoire
De 1975 à 1998, le village est attaché administrativement à la voïvodie de Biała Podlaska.

Depuis 1999, il fait partie de la voïvodie de Lublin.

## Transports
Małaszewicze se trouve sur un axe ferroviaire important entre Moscou et l’Europe occidentale ; étant situé à proximité de la frontière avec la Biélorussie, c’est l’endroit où la voie change d’écartement (1 435 mm côté polonais, 1 520 mm côté biélorusse). Il est devenu un point de transbordement, et potentiellement d’engorgement, sur la nouvelle route de la soie pour les trains ralliant la Chine à Duisbourg (sur le Rhin en Allemagne) en deux à trois semaines.

## Galerie

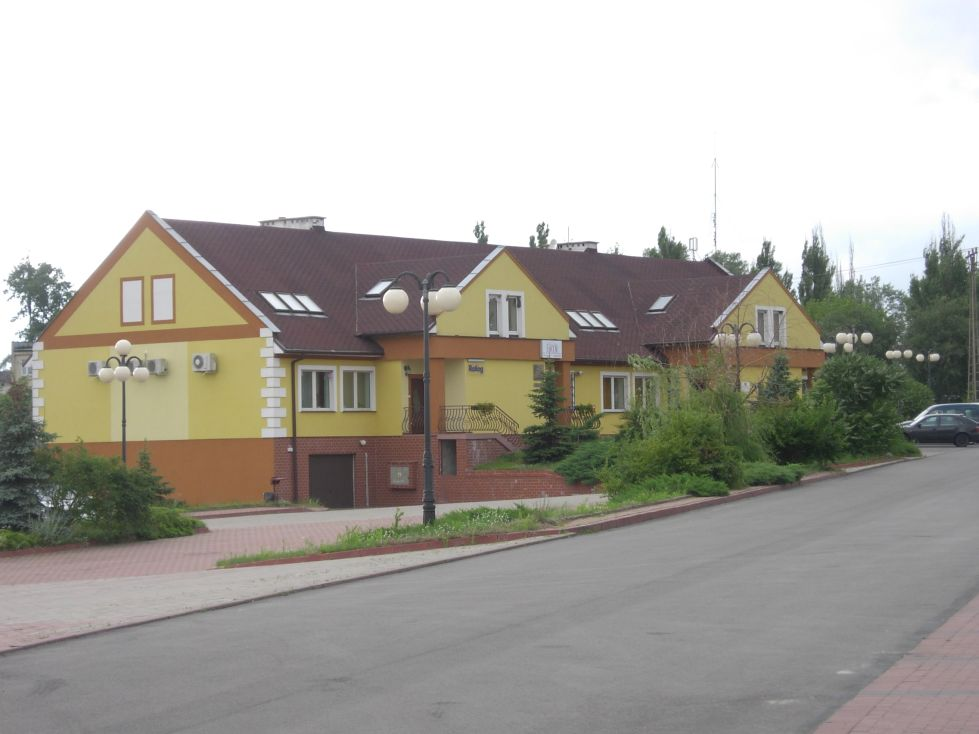
La rue Wiejska.
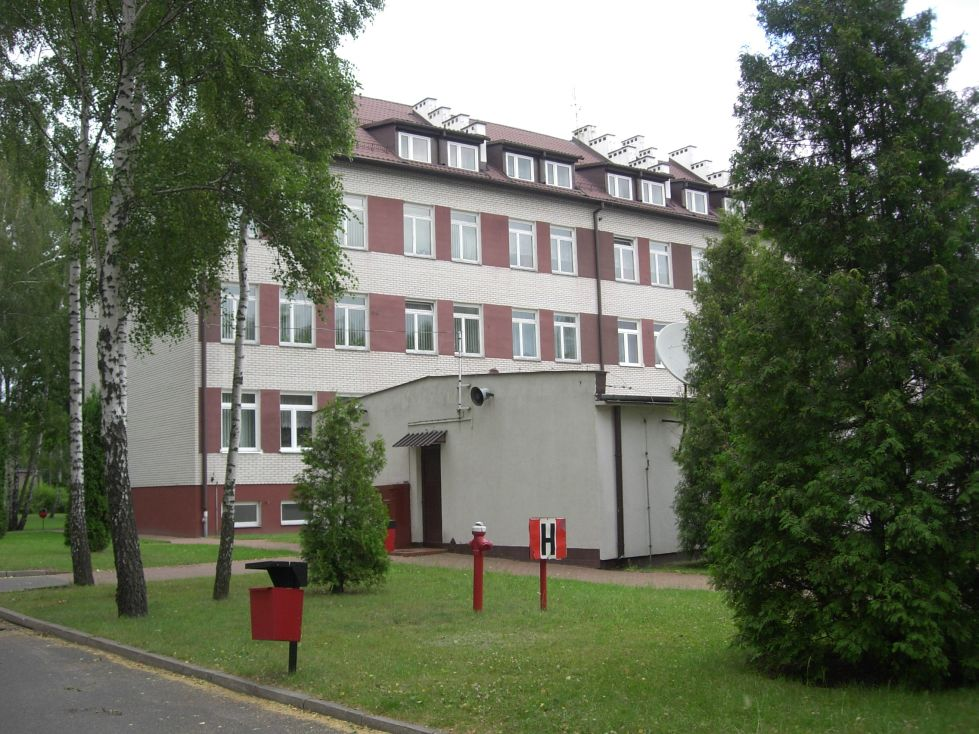
Le complexe scolaire Władysław Stanisław Reymont.